# 樋川村
樋川村（ひかわむら）は、石川県羽咋郡にあった村。現在の宝達志水町中心部の西方の日本海沿岸にあたる。

## 地理
- 海洋 ： 日本海

## 歴史
- 1889年（明治22年）4月1日 - 町村制の施行により、羽咋郡荻市村、荻谷村、荻島村、柳瀬村及び柳瀬出村を廃し、その区域をもって羽咋郡樋川村を設置する。
- 1933年（昭和8年）5月1日 - 羽咋郡志雄村、樋川村、南志雄村、北志雄村及び南邑知村を廃し、その区域をもって羽咋郡志雄村を設置する。

## 交通

### 鉄道路線
村域を鉄道省の七尾線が通過したが、駅は所在しなかった。